# 삼가역 (폐역)
삼가역(三街驛)은 현재의 경기도 용인시 처인구 삼가동에 위치했던 수려선의 역이다. 역터는 택지지구 개발로 사라졌다. 어정역과 이 역 사이에 ‘메주고개’라는 고개가 있는데, 이 고개에 수려선 두 개의 터널 중 하나인 ‘멱조터널’이 있었다.

## 역사
- 1930년 12월 1일 : 수원-이천 간 개통과 함께 영업 개시 (보통역)[2]
- 1972년 4월 1일 : 수려선 폐선과 함께 폐지[3]